# Szegényeket Támogató Alap
A Szegényeket Támogató Alap (SZETA) 1979 októberében alakult magyar civil szervezet volt, amely a kommunista rendszer viszonyai közt ellenzékinek és illegálisnak számított, mivel létrehozásában a hatalom nem játszott szerepet, és hozzájárulását nem kérték. A magyar demokratikus ellenzék legfontosabb mozgalma volt. Elődjének tartja a Szabad Demokraták Szövetsége.
A SZETA szervezését Solt Ottilia kezdte el és az ő és Nagy András budapesti, Komjádi Béla utca 3. szám alatti lakásában is működött a szervezet. A szervezők azért tartották fontosnak az alap létrehozását, mert a magát a nép rendszereként propagáló kommunista rezsimben hivatalosan nem létezett szegénység – és így szegénypolitika sem –, a sokgyermekes családok közül sokan, a magyar cigányok tömegei és mások azonban nehéz körülmények között éltek.
Az Alap szakmai hátterét Solt Ottilia és más szociológusok tényfeltáró munkája biztosította. Az alapítók közül sokan Kemény István szociológus tanítványai voltak, aki 1970-ben először mondta ki, hogy Magyarországon vannak szegények, és többek közt a cigányok életkörülményeiről végzett kutatásokat. Alapítói voltak Iványi Gábor, Havas Gábor, Lengyel Gabriella, Matolay Magdolna, Nagy András, Nagy Bálint, Pik Katalin. Részt vett a munkában többek közt Demszky Gábor is. 

A mozgalomhoz csatlakozók pénzt, ruhát gyűjtöttek, segélycsomagokat készítettek, az alap javára kulturális rendezvényeket szerveztek. (Ezek közt volt olyan, mint Kocsis Zoltán tervezett hangversenye 1980 szeptemberében, amelyet a rendőrségi zaklatás meghiúsított.) 
„Így válhatott Ottíliáék Komjádi utcai lakása (amelyet a II. kerületi SZDSZ emléktáblával jelölt meg) a demokratikus ellenzék fontos központjává, ahol egymásnak adták a kilincset a SZETA-aktivisták, a segítségre szoruló szegények, szakmai tanácsot kérő szociológusok, nyugati újságírók és a demokratikus ellenzék »kemény magjának« tagjai. S minden látogató számíthatott egy teára vagy »svarc«-ra, amelyet többnyire a csodás humorú Nagy András főzött, szükség esetén kevés piros arannyal díszített zsíros kenyérre, s egy-egy biztató vagy korholó szóra” – emlékezett vissza Kőszeg Ferenc.
A szamizdat Beszélő gyakran foglalkozott a magyarországi szegények problémáival, miután 1982-ben Solt csatlakozott a szerkesztőséghez. Solt a SZETA 1984. január 17-i összejövetelén jelentette be, hogy a szervezet a jövőben a határon túli magyarok, főleg az Erdélyben élők támogatásával is foglalkozik.